# NGC 5261
NGC 5261 is een spiraalvormig sterrenstelsel in het sterrenbeeld Maagd. Het hemelobject werd op 17 april 1830 ontdekt door de Britse astronoom John Herschel.

## Synoniemen
- ZWG 45.67
- NPM1G +05.0394
- PGC 48360